# زمین‌لرزه ۱۹۴۶ الجزایر
زمین‌لرزه الجزایر  در تاریخ ۱۲ فوریه ۱۹۴۶ میلادی، برابر با ‎۲۳ بهمن ۱۳۲۴، ساعت ۲:۴۳:۲۴ به زمان یوتی‌سی در الجزایر رخ داد. بزرگی آن ۶ در مقیاس ریشتر اعلام شده‌است. زمین‌لرزه به وقت محلی در روز سه‌شنبه، ساعت ۳ روی داده و منطقه زمانی آن یوتی‌سی +۱ بوده‌است .
سازمان زمین‌شناسی آمریکا نیز جای این زمین‌لرزه را در مختصات ۳۵°۴۵′شمالی ۵°۰۰′شرقی / ۳۵٫۷۵°شمالی ۵°شرقی و بزرگی آنرا برابر با ۵٫۶ در مقیاس ریشتر اعلام کرده‌است. 
شمار کشتگان زلزله حدود ۲۷۷ نفر بوده‌است. تعداد زخمیان ۱۱۸ نفر برآورده شده‌است. 